# ムハッラク島
座標: 北緯26度15分53秒 東経50度38分06秒 / 北緯26.264632度 東経50.634956度

バーレーンでのムハッラク島の位置

ムハッラク島 (アラビア語: جزيرة المحرق, Al Muharraq Island) は、バーレーンの島。バーレーン本島の北東に隣接しバーレーン本島とは連絡橋でつながっている。バーレーン国際空港や15世紀に建てられたアラード要塞が所在する。中心都市はムハッラク、他にアラード地区、ヒッド地区、ブサイティーン地区などがある。
近年、島の北東に人工島「アムワージ島」が建設された。また、島の南部ヒッド地区にはフリーゾーンのバーレーン国際投資パーク（BIIP）が置かれており、2009年に開港したハリーファ・ビン・サルマーン港がある。
2012年に「真珠採り、島の経済を物語るもの」（Pearling, Testimony of an Island Economy）の名でムハッラク島にある建築物などがユネスコの世界遺産に登録された。